# Vladimir Nikitin
Vladimir Vasiljevitj Nikitin (ryska: Владимир Васильевич Никитин), född 14 juli 1959, är en rysk före detta längdåkare som under 1980-talet tävlade för Sovjetunionen.
Nikitins största insatser var som stafettåkare. Hans lag kom tvåa vid OS i Sarajevo 1984 och fick delat guld med Norge i den klassiska stafetten vid VM i Oslo 1982.